# Copa Libertadores 2011/Runda wstępna
Runda wstępna Copa Libertadores 2011

## Mecze
| Drużyna 1                            | Wynik dwumeczu | Drużyna 2           | Pierwszy mecz | Drugi mecz |
| ------------------------------------ | -------------- | ------------------- | ------------- | ---------- |
| SC Corinthians Paulista              | 0:2            | Tolima Ibagué       | 0:0           | 0:2        |
| Alianza Lima                         | 0:4            | Chiapas             | 0:2           | 0:2        |
| Cerro Porteño                        | 2:1            | Italia Caracas      | 1:0           | 1:1        |
| Club Bolívar                         | 0:1            | Unión Española      | 0:1           | 0:0        |
| Independiente                        | 2:1            | Deportivo Quito     | 2:0           | 0:1        |
| Liverpool Montevideo                 | 3:5            | Grêmio Porto Alegre | 2:2           | 1:3        |
| Po lewej gospodarz pierwszego meczu. |                |                     |               |            |

### Pierwsze mecze
| 126 stycznia 2011 | SC Corinthians Paulista | 0:0   | Tolima Ibagué |                                                      |
| 22:00 UTC-2:00    |                         | (0:0) |               | Estádio do Pacaembu, São Paulo Sędzia: Enrique Osses |

| 226 stycznia 2011 | Alianza Lima | 0:2   | Chiapas                                               |                                                          |
| 21:15 UTC-5:00    |              | (0:1) | 41' Antonio Pedroza · 46' (k) Jorge Marcelo Rodríguez | Estadio Alejandro Villanueva, Lima Sędzia: Néstor Pitana |

| 327 stycznia 2011 | Cerro Porteño     | 1:0   | Italia Caracas |                                                                    |
| 20:00 UTC-3:00    | Roberto Nanni 70' | (0:0) |                | Estadio General Pablo Rojas, Asunción Sędzia: Paulo César Oliveira |

| 427 stycznia 2011 | Club Bolívar | 0:1   | Unión Española       |                                                           |
| 21:15 UTC-4:00    |              | (0:1) | 16' Fernando Cordero | Estadio Hernando Siles, La Paz Sędzia: Víctor Hugo Rivera |

| 525 stycznia 2011 | Independiente                                         | 2:0   | Deportivo Quito |                                                      |
| 21:15 UTC-3:00    | Matías Defederico 50' · Patricio Julián Rodríguez 71' | (0:0) |                 | Estadio Libertadores, Avellaneda Sędzia: Heber Lopes |

| 626 stycznia 2011 | Liverpool Montevideo                   | 2:2   | Grêmio Porto Alegre                    |                                                      |
| 22:00 UTC-2:00    | Maureen Franco 10' · Carlos Macchi 25' | (2:2) | 7' André Lima · 14' Douglas dos Santos | Estadio Centenario, Montevideo Sędzia: Carlos Torres |

### Rewanże
| 12 lutego 2011 | Tolima Ibagué                         | 2:0   | SC Corinthians Paulista |                                                             |
| 19:00 UTC-5:00 | Danny Santoya 65' · Wilder Medina 77' | (0:0) |                         | Estadio Manuel Murillo Toro, Ibagué Sędzia: Roberto Silvera |

| 21 lutego 2011 | Chiapas                                   | 2:0   | Alianza Lima |                                                              |
| 21:15 UTC-6:00 | Antonio Pedroza 69' · Antonio Salazar 74' | (0:0) |              | Estadio Víctor Reyna, Tuxtla Gutiérrez Sędzia: José Buitrago |

| 33 lutego 2011 | Italia Caracas   | 1:1   | Cerro Porteño     |                                               |
| 21:00 UTC-4:30 | Víctor Guazá 14' | (0:0) | 36' Roberto Nanni | Estadio Olímpico, Caracas Sędzia: Carlos Vera |

| 43 lutego 2011 | Unión Española | 0:0   | Club Bolívar         |                                                       |
| 20:00 UTC-3:00 |                | (0:0) | 16' Fernando Cordero | Estadio Santa Laura, Santiago Sędzia: Carlos Amarilla |

| 51 lutego 2011 | Deportivo Quito      | 1:0   | Independiente |                                                           |
| 19:45 UTC-5:00 | Michael Quiñónez 57' | (0:0) |               | Estadio Olímpico Atahualpa, Quito Sędzia: Jorge Larrionda |

| 62 lutego 2011 | Grêmio Porto Alegre                                   | 3:1   | Liverpool Montevideo |                                                                   |
| 22:00 UTC-2:00 | André Lima 37' · Vinícius Pacheco dos Santos 57', 73' | (1:1) | 34' Emiliano Alfaro  | Estádio Olímpico Monumental, Porto Alegre Sędzia: Sergio Pezzotta |